# ARTunique

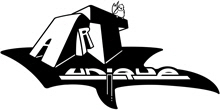

Die Künstlergruppe ARTunique ist eine in Rostock ansässige Gruppe von Künstlern, die sich auf die Verschönerung von Objekten und Gebäuden fokussiert. Bekannt ist die Gruppe auch für ihre exklusiven Leinwände und Holzskulpturen. Ihre Werke finden sich in Städten und Landschaften in ganz Deutschland. Der Name der Gruppe setzt sich zusammen aus den Worten „Art“ = „Kunst“ und „unique“ = „einzigartig“ und bedeutet also „einzigartige Kunst“.

## Entstehung der Gruppe
Die Künstlergruppe ARTunique ist die Weiterentwicklung des anerkannt gemeinnützigen Vereins „Graffiti-Freunde-Mecklenburg-Vorpommern e.V.“. Der 1997 gegründete Verein, der inzwischen aufgelöst wurde, war für die damals beteiligten Künstler mehr als nur ein Projekt. Die mit dem Verein gewonnenen Erfahrungen fließen komplett in die Künstlergruppe ARTunique ein, die sich im Mai 2002 aus dem Verein heraus gründete.
Künstlerisch Verantwortlicher und Organisator für sämtliche Projekte ist Christian Hölzer (* 1972), gelernter Forstwirt und Möbeltischler. Je nach Art und Umfang des Projekts werden weitere Personen in die Künstlergruppe involviert.

## Werke

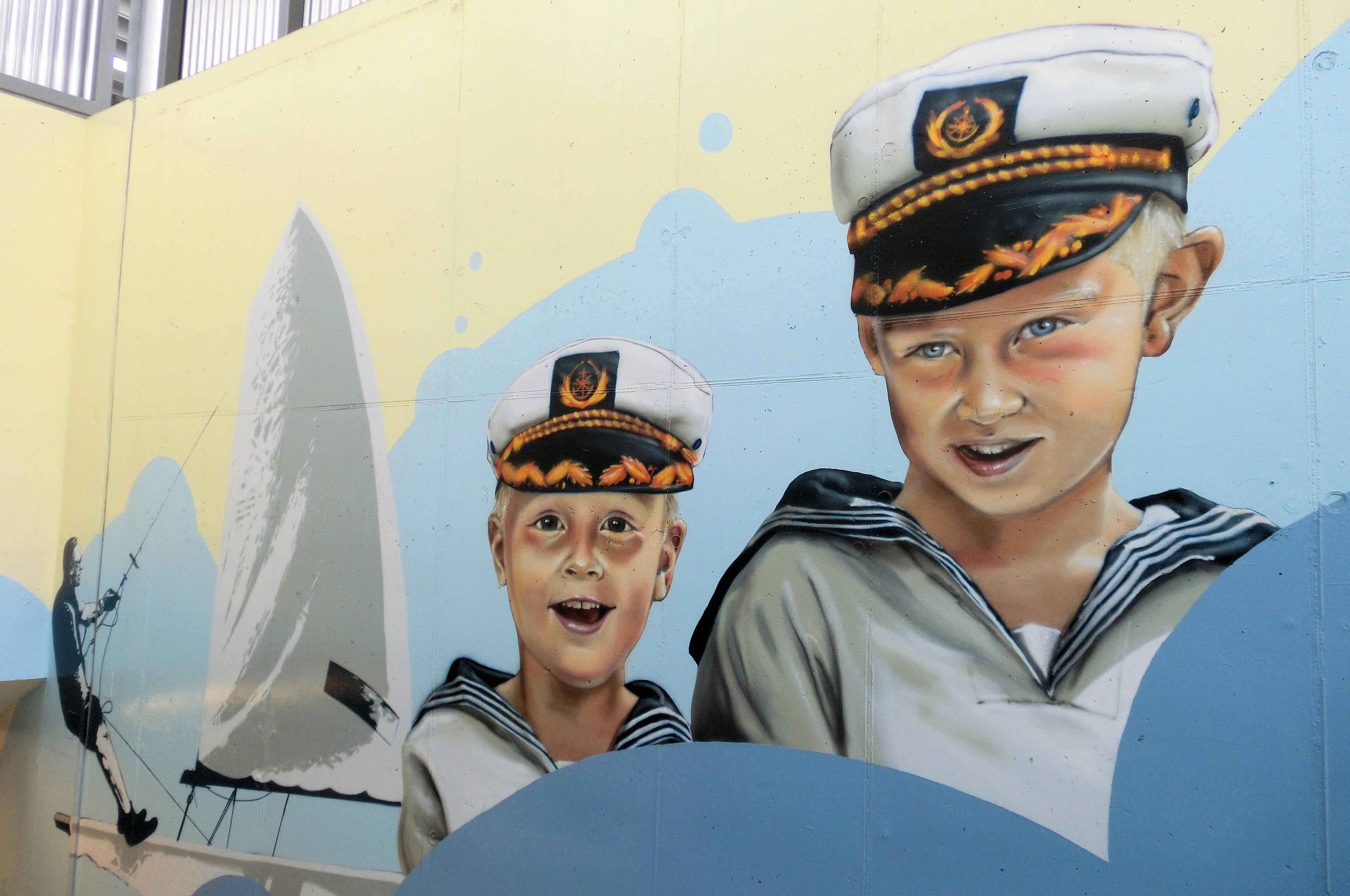
Graffito im Fußgängertunnel S-Bahnhof Warnemünde-Werft

Die sowohl inhaltlich als auch farblich künstlerische Gestaltung von großflächigen Fassaden, Giebeln, Wänden/Mauern, Innenwänden, Stromstationen und anderen Gebäuden und Objekten stellt das Hauptbetätigungsfeld von ARTunique dar. Die Flächen werden mithilfe von Sprühdosen bemalt. Oft beziehen sie die Natur und die Umgebung künstlerisch in die Projekte/Aufträge ein. Die Gruppe arbeitet möglichst ohne den Einsatz von Schablonen oder Projektoren.
Darüber hinaus fertigt ARTunique Leinwände und Holzskulpturen an. Die Sprühkunst, sowie die Kunst der Gestaltung von Holzskulpturen kann auch in Workshops durch die Gruppe erlernt werden, welche nach Absprache oder in Form von sozialen Projekten angeboten wird. Die Künstlergruppe wurde bereits an vielen bekannten Orten, bzw. für öffentliche Einrichtungen, bekannte Unternehmen, Organisationen und Privatpersonen tätig. So findet sich diese Kunst z. B.
- im S-Bahnhof in Warnemünde-Werft
- im Ostseestadion in Rostock[1]
- am Umspannwerk in Warnemünde[2]
- im und am Zoo Rostock[3]
- an Stromverteilerkästen der Rügensche Kleinbahn „Rasender Roland“
- an der Stadtautobahn in Lichtenhagen[4]
- an mehreren Toilettenhäuschen in Graal-Müritz
- an Schulen, Kliniken, Stromverteilerkästen,[5] öffentlichen & privaten Gebäuden weltweit

Die Künstlergruppe trägt somit zur Verschönerung des Landschaftsbildes bei und ist nicht mit ungewünschten „Graffiti-Bildern“ zu verwechseln.

## Sozialprojekte
Die Künstlergruppe engagiert sich bei sozialen Projekten, die z. B. Kindergärten, Jugendzentren, Museen und Vereine unterstützen. Des Weiteren werden für unterstützungswürdige Spendenaktionen Leinwand-Spenden zur Verfügung gestellt.

## Ausstellungen
Im Jahr 2003 wurde die Gruppe vom Groeningemuseum in Brügge eingeladen, das Projekt „Young Primitives“ in Belgien künstlerisch zu unterstützen. Die Organisatoren hatten in der gesamten Stadt verschiedene Plätze, Fensteraussparungen und markante Orte ausgewählt, für die dann spezielle Bilder entworfen und umgesetzt wurden.